# Chagasia rozeboomi
Chagasia rozeboomi is een muggensoort uit de familie van de steekmuggen (Culicidae). De wetenschappelijke naam van de soort is voor het eerst geldig gepubliceerd in 1944 door Causey, Deane & Deane.